# Saint-Martin-Don
Saint-Martin-Don és un municipi delegat francès, situat al departament de Calvados i a la regió de Normandia. El 2016 va integrar el municipi nou de Souleuvre en Bocage. L'any 2007 tenia 243 habitants.

## Demografia

### Població
El 2007 la població de fet de Saint-Martin-Don era de 243 persones. Hi havia 92 famílies de les quals 20 eren unipersonals (12 homes vivint sols i 8 dones vivint soles), 36 parelles sense fills, 32 parelles amb fills i 4 famílies monoparentals amb fills.
La població ha evolucionat segons el següent gràfic:
Habitants censats

### Habitatges
El 2007 hi havia 130 habitatges, 92 eren l'habitatge principal de la família, 25 eren segones residències i 13 estaven desocupats. Tots els 125 habitatges eren cases. Dels 92 habitatges principals, 59 estaven ocupats pels seus propietaris i 33 estaven llogats i ocupats pels llogaters; 2 tenien una cambra, 6 en tenien dues, 16 en tenien tres, 27 en tenien quatre i 42 en tenien cinc o més. 87 habitatges disposaven pel capbaix d'una plaça de pàrquing. A 44 habitatges hi havia un automòbil i a 41 n'hi havia dos o més.

### Piràmide de població
La piràmide de població per edats i sexe el 2009 era:
| Homes | Edats   | Dones |
| ----- | ------- | ----- |
| 0     | 95 o +  | 0     |
| 0     | 90 a 94 | 0     |
| 0     | 85 a 89 | 0     |
| 4     | 80 a 84 | 0     |
| 4     | 75 a 79 | 4     |
| 8     | 70 a 74 | 4     |
| 8     | 65 a 69 | 12    |
| 16    | 60 a 64 | 8     |
| 4     | 55 a 59 | 4     |
| 4     | 50 a 54 | 4     |
| 4     | 45 a 49 | 4     |
| 24    | 40 a 44 | 8     |
| 16    | 35 a 39 | 16    |
| 4     | 30 a 34 | 8     |
| 4     | 25 a 29 | 0     |
| 8     | 20 a 24 | 8     |
| 12    | 15 a 19 | 8     |
| 20    | 10 a 14 | 24    |
| 8     | 5 a 9   | 8     |
| 4     | 0 a 4   | 4     |

## Economia
El 2007 la població en edat de treballar era de 152 persones, 111 eren actives i 41 eren inactives. De les 111 persones actives 99 estaven ocupades (59 homes i 40 dones) i 12 estaven aturades (4 homes i 8 dones). De les 41 persones inactives 19 estaven jubilades, 14 estaven estudiant i 8 estaven classificades com a «altres inactius».

### Ingressos
El 2009 a Saint-Martin-Don hi havia 95 unitats fiscals que integraven 250 persones, la mediana anual d'ingressos fiscals per persona era de 14.722 €.

### Activitats econòmiques
Dels 3 establiments que hi havia el 2007, 2 eren d'empreses de construcció i 1 d'una entitat de l'administració pública.
Dels 2 establiments de servei als particulars que hi havia el 2009, 1 era un paleta i 1 guixaire pintor.
L'any 2000 a Saint-Martin-Don hi havia 20 explotacions agrícoles que ocupaven un total de 528 hectàrees.

## Poblacions més properes
El següent diagrama mostra les poblacions més properes.